# Лір (опера)
«Лір» — опера у двох частинах, на музику німецького композитора Аріберта Раймана, лібрето — Клауса Г. Геннеберга, за мотивами трагедії «Король Лір» Вільяма Шекспіра у німецькому перекладі Йоганна Йоахіма Ешенбурга.
Прем'єра відбулася 9 липня 1978 року у Національному театрі Мюнхена; музичним керівником був Ґерд Альбрехт, а режисором опери виступив Жан-П'єр Поннель. Пропозиція адаптувати історію Ліра в оперу надійшла від Дітріха Фішера-Діскау, який виконав головну роль у прем'єрі.
«Лір» — одна з найуспішніших німецьких опер XX століття, яка швидко стала авангардною класикою. Музика значною мірою прокомпонована. Дві частини складаються з окремих сцен, які плавно перетікають одна в одну.

## Передумови та історія виконання

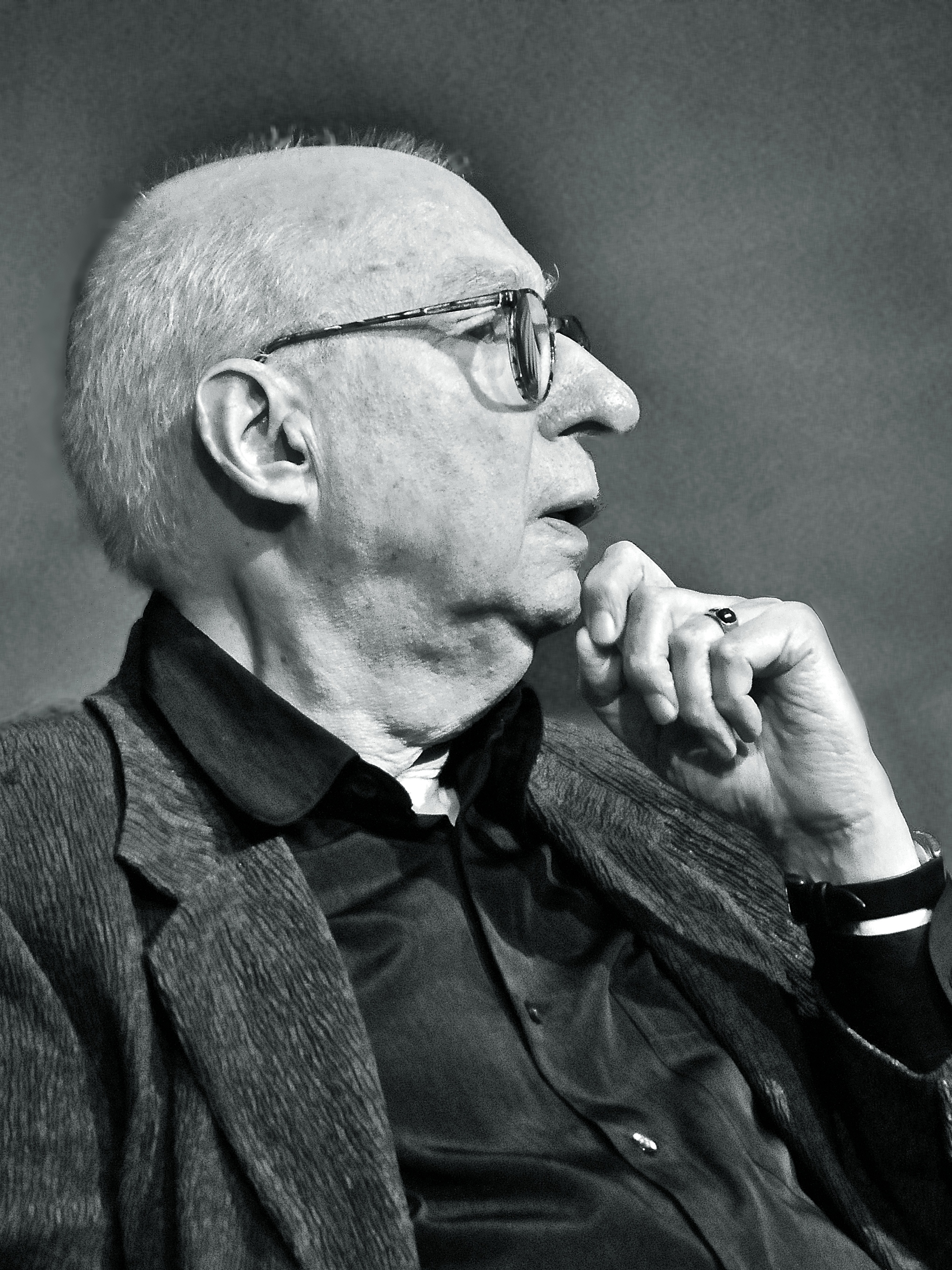
Аріберт Райман

Аріберт Райман написав головну роль спеціально для баритона Дітріха Фішер-Діскау, який запропонував цю тему композитору ще у 1968 році. Згодом, 1975-го, Райман отримав замовлення від Баварської державної опери. Світова прем'єра у постановці Жан-П'єра Поннеля з Фішером-Діскау у головній ролі відбулася у Національному театрі Мюнхена 9 липня 1978 року під керівництвом Ґерда Альбрехта.
Постановку було відновлено у Мюнхені 1980 року. Прем'єра у США, в англійському перекладі, відбулася в опері Сан-Франциско в червні 1981 року, з Томасом Стюартом у ролі Ліра, під керівництвом Герда Альбрехта. Прем'єра у Парижі відбулася у листопаді 1982 року у французькому перекладі Антуанетти Беккер. Прем'єра у Великій Британії відбулася в Англійській національній опері в 1989 році; шведська прем'єра відбулася в Опері Мальме 27 квітня 2013 року, роль Ліра виконав Фредрік Зеттерстрьом.

## Сюжет

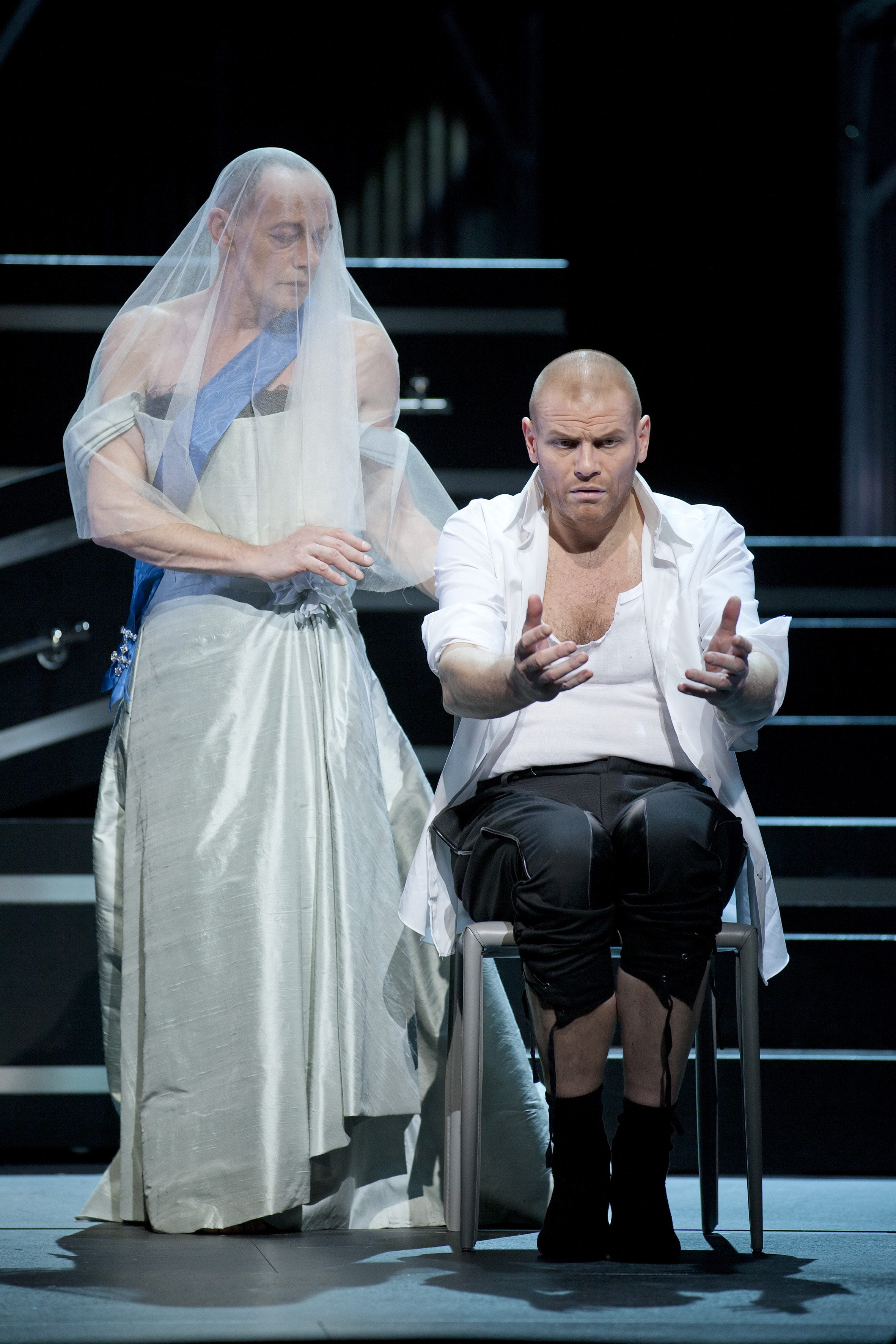
Бо Сковхус у ролі Короля Ліра (праворуч) та Ервін Ледер у ролі Блазня (Гамбурзька державна опера, 2012)

### Частина перша
Король Лір має намір піти на покій та розділити королівство між своїми доньками Гонерильєю, Реганою та Корделією. Однак він пов'язує цей поділ з публічним визнанням кохання. Дві старші доньки добровільно виконують цю вимогу, наймолодша Корделія, вирішує мовчати. Лір вважає її невдячною, позбавляє спадщини та зрікається її. Як дружина короля Франції, вона залишає Англію. Її спадщина переходить до Гонерильї та Регани. Граф Кентський зазнає остракізму, коли намагається переконати Ліра в безглуздості свого рішення. Едмунд, незаконнонароджений син графа Глостера, успішно вмовляє свого батька зректися свого законного сина Едгара за допомогою інтриги, заснованої на листі. Едгар тікає на вересову пустку. Замість того, щоб дозволити Ліру провести останні роки свого життя у спокої, Гонерілья та Регана вимагають, щоб його батько відпустив свою охорону. Лір відмовляється, його проганяють. У супроводі лише переодягнених Кента та Блазня, Лір блукає по охопленій бурею вересовій пустці, дедалі більше божеволіє. Там він зустрічає Едгара, який маскується під Тома з Бедламу. Глостер, який пішов за Ліром на вересовище, приводить його до Дувра.

### Частина друга
Оскільки Глостер залишається вірним Ліру, Регана та її чоловік Корнуел виколюють йому очі. Гонерилья робить Едмунда своїм командиром та коханцем. Тим часом французька армія висадилася в Дуврі, щоб повернути владу Ліру та Корделії. У французькому таборі Корделія оплакує свого батька, про чиє божевілля вона дізналася. Сліпий Глостер дозволяє своєму синові Едгару, якого він не впізнає, привести його до узбережжя, щоб він кинувся на смерть. Син запобігає самогубству батька. Ліра приводять до французького табору, де він зустрічає Корделію, яка піклується про нього. Едмунд переміг французьку армію та полонив Ліра та Корделію. Він наказує вбити Корделію. Сестри сваряться за владу. Гонерилья отруює Регану. Едгар викликає брата на дуель та вбиває його. Гонерилья, вважаючи, що все втрачено, заколює себе. Лір з'являється з тілом Корделії та помирає у відчаї.

## Ролі
Помітним відхиленням від оперних традицій було перетворення партії Блазня Ліра на голосову, а не співану. Крім того, порівняно з шекспірівським оригіналом, партії Кента та Едмунда – значно скорочені.
| Роль                                                  | Тип голосу         | Прем'єрний склад (9 липня 1978) диригент: Ґерд Альбрехт |
| ----------------------------------------------------- | ------------------ | ------------------------------------------------------- |
| Лір                                                   | баритон            | Дітріх Фішер-Діскау                                     |
| Блазень                                               | розмовна роль      | Рольф Бойзен                                            |
| Гонерілья, дочка Ліра                                 | драматичне сопрано | Хельга Дернеш                                           |
| Регана, дочка Ліра                                    | сопрано            | Колетт Лоранд                                           |
| Корделія, дочка Ліра                                  | сопрано            | Юлія Вараді                                             |
| Герцог Олбані                                         | баритон            | Ганс Вільбрінк                                          |
| Герцог Корнуольський                                  | тенор              | Георг Паскуда                                           |
| Король Франції                                        | бас-баритон        | Карл Гельм                                              |
| Герцог Глостерський                                   | бас-баритон        | Ганс Гюнтер Некер                                       |
| Едгар, син Глостера                                   | тенор/контратенор  | Девід Кнутсон                                           |
| Едмунд, незаконнонароджений син Глостера              | тенор              | Вернер Гьоц                                             |
| Граф Кентський                                        | тенор              | Річард Гольм                                            |
| Слуга                                                 | тенор              | Маркус Горіцкі                                          |
| Лицарь                                                | розмовна роль      | Герхард Ауер                                            |
| Хор: слуги, охоронці, солдати, свита Ліра та Глостера |                    |                                                         |

## Інструментація
Для оркестрової партитури потрібні:
- 3 флейти (усі з подвійним фортепіано пікколо), альтова флейта, басова флейта, 3 гобої, англійська валторна, 2 кларнети, бас-кларнет, 2 фаготи, контрафагот
- 6 валторн, 4 труби, 3 тромбони, туба
- 6 ударних, 2 арфи
- струнні: 24 скрипки, 10 альтів, 8 віолончелей, 6 контрабасів

## Записи
- 1978: Дітріх Фішер-Діскау, Карл Хельм, Ганс Вільбрінк, Георг Паскуда, Ріхард Хольм, Ганс Гюнтер Некер, Девід Кнутсон, Вернер Гьотц, Хельга Дернеш, Колетт Лоран, Юлія Вараді, Рольф Бойзен, Маркус Гортіцкі, Герхард Ауер; Баварський державний оркестр, хор Баварської державної опери; Ґерд Альбрехт, диригент. Deutsche Grammophon 463 480-2 (перевидання CD)[10][11]
- 2008: Вольфганг Кох, Магнус Балдвінссон, Дітріх Волле, Майкл МакКаун, Ганс-Юрген Лазар, Йоганнес Мартін Кренцле, Мартін Вельфель, Франк ван Акен, Жанна-Мішель Шарбонне, Керолайн Віснант, Брітта Столлмейстер; Frankfurter Opern- und Museumorchester, Хор Франкфуртської опери, Себастьян Вайґле, диригент. Oehms Classics OC 921[12]